# Hercyna (rivière)

La Hercyna ou Erkýna (en grec moderne : Ερκύνα) est une petite rivière de Béotie, dans le centre de la Grèce. Ayant sa source à l'ouest de la région de Krýa, elle traverse la ville de Livadiá du sud au nord, puis se mêle à la rivière Makrisós avant de rejoindre le Céphise au sud du village d'Ágios Spirídon (el). 

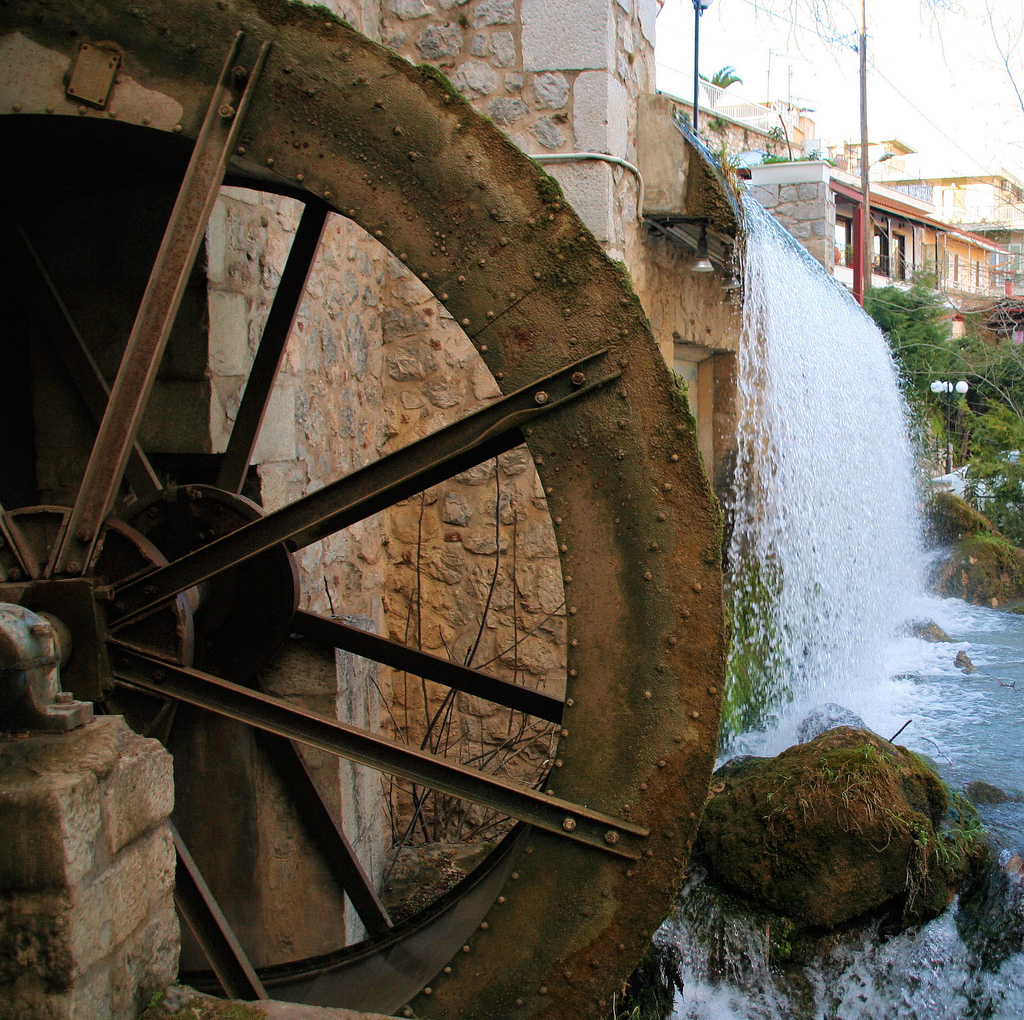
Ancien moulin à eau sur les bords de la rivière à Livadiá

Dans la mythologie grecque, Hercyna, fille de Trophonios, était une nymphe et la compagne de Perséphone. Un jour, alors qu'elles jouaient toutes deux avec une oie dans un bosquet, l'animal s'échappa et se cacha dans une grotte. Lorsque Perséphone souleva le rocher derrière lequel l'oie avait trouvé refuge, une source jaillit des entrailles de la terre. 
Dans l'Antiquité, la rivière est associée à l'oracle de Trophonios (el), l'un des principaux lieux de divination de la région.
Le cours d'eau a fourni pendant de nombreuses années l'énergie nécessaire au développement de l'industrie, de l'artisanat et de la transformation des produits agricoles.
À noter que la Hercyna est l'un des rares cours d'eau de Grèce à porter un nom féminin en grec, comme l'Arápitsa à Naoussá, l'Ermítsa à Agrínio, la Ziliána (el) en Piérie, ainsi que la Néda dans le Péloponnèse.